# Utica (Carolina del Sud)
Utica és una concentració de població designada pel cens dels Estats Units a l'estat de Carolina del Sud. Segons el cens del 2000 tenia 1.322 habitants.

## Demografia
Segons el cens del 2000, Utica tenia 1.322 habitants, 578 habitatges i 361 famílies. La densitat de població era de 378,1 habitants/km².
Dels 578 habitatges en un 29,1% hi vivien nens de menys de 18 anys, en un 38,4% hi vivien parelles casades, en un 18% dones solteres, i en un 37,4% no eren unitats familiars. En el 32,2% dels habitatges hi vivien persones soles el 10% de les quals corresponia a persones de 65 anys o més que vivien soles. El nombre mitjà de persones vivint en cada habitatge era de 2,29 i el nombre mitjà de persones que vivien en cada família era de 2,87.
Per edats la població es repartia de la següent manera: un 24,4% tenia menys de 18 anys, un 9,7% entre 18 i 24, un 32,4% entre 25 i 44, un 21,8% de 45 a 60 i un 11,8% 65 anys o més.
L'edat mediana era de 35 anys. Per cada 100 dones de 18 o més anys hi havia 91,9 homes.
La renda mediana per habitatge era de 28.712 $ i la renda mediana per família de 31.875 $. Els homes tenien una renda mediana de 26.799 $ mentre que les dones 17.260 $. La renda per capita de la població era de 12.909 $. Entorn del 12,2% de les famílies i el 18% de la població estaven per davall del llindar de pobresa.

## Poblacions més properes
El següent diagrama mostra les poblacions més properes.